# Wolpertswende
Wolpertswende est une commune de Bade-Wurtemberg (Allemagne), située dans l'arrondissement de Ravensbourg, dans la région Bodensee-Oberschwaben, dans le district de Tübingen.

## Jumelages
- Menaggio (Italie) depuis 1995
- Ciasna (Pologne) depuis 1999